# 西墙勋章

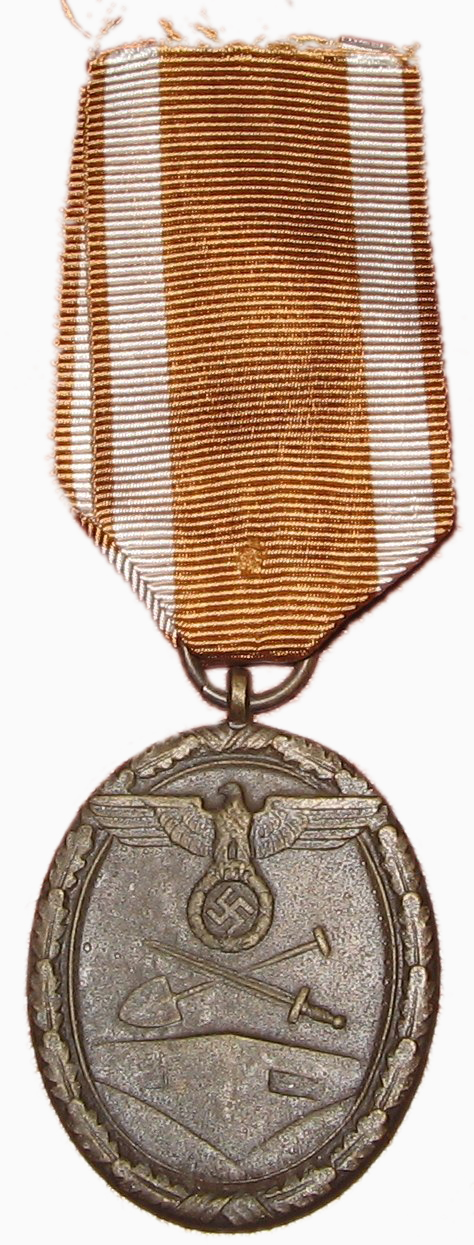
西墙勋章

西墙勋章（德語：Deutsches Schutzwall-Ehrenzeichen）是纳粹德国的军事勋章。它于1939年8月2日设立，授予那些在1938年6月15日至1939年3月31日期间在德国西部边界（称为西墙或齐格菲防线）设计和建造防御工事的人。1939年11月13日，资格扩大到包括在西墙服役至少十周的国防军军人。直到1941年1月31日当奖牌停止颁发时总共颁发了622,064枚勋章，
1944年，盟军入侵后，该勋章重新设立，授予对西部边境防御工事进行整修加固的人员。此版本的勋章通常被称为“防御墙荣誉奖”，以区别于1939年的勋章。
到战争结束时，总共有超过800,000人获得了它。